# Rover P4
A série Rover P4 é um grupo de sedãs de segmento E produzidos pela Rover Company de 1949 a 1964. Eles foram projetados por Gordon Bashford.
A designação P4 é a terminologia de fábrica para este grupo de carros e não era usada no dia-a-dia pelos proprietários comuns que teriam usado as designações de consumidor apropriadas para os seus modelos, como Rover 90 ou Rover 100.
A produção começou em 1949 com o Rover 75 de 6 cilindros e 2,1 litros. Quatro anos depois, um Rover 60 de 2 litros e 4 cilindros foi trazido ao mercado para caber abaixo do 75 e um Rover 90 de 2,6 litros e 6 cilindros para ser o topo da gama de três carros. Várias variações se seguiram.
Esses carros fazem parte da cultura britânica e ficaram conhecidos como os Rover "Auntie". Eles foram dirigidos pela realeza, incluindo Grace Kelly e o rei Hussein da Jordânia, cujo primeiro carro foi um 75 1952.
A série P4 foi complementada em setembro de 1958 por um novo Rover P5 de 3 litros de formato conservador, mas a série P4 permaneceu em produção até 1964 e foi substituída pelo Rover 2000.